# 大分市立上野ヶ丘中学校
大分市立上野ヶ丘中学校（おおいたしりつ うえのがおかちゅうがっこう）は、大分県大分市上野町にある公立中学校。略称は「上中」（うえちゅう）。

## 概要
大分市中心部の金池小学校、長浜小学校の2つの小学校区を校区とする公立中学校である。校区の多くを商業地、住宅地が占める。
学校は、大分駅南東の上野丘陵に位置する。上野丘陵は、上野丘公園（上野丘子どものもり公園、上野墓地公園、大分市美術館、大分県立芸術文化短期大学、楊志館高等学校、大分県立大分上野丘高等学校、大分県立芸術緑丘高等学校などがある文教地区である。
本校の生徒数は、ピーク時には36学級1,813名（1962年（昭和37年））に達したが、近年は中心部のドーナツ化現象による人口流出のため減少傾向にあり、16学級（特別支援学級2を含む）490名に減少している。
なお、近隣にある大分県立大分上野丘高等学校の校名が「上野丘」である（同高校の所在地の町名も「上野丘」である）のに対して、本校の校名は「ヶ」が入る「上野ヶ丘」である。

## 沿革
- 1947年（昭和22年）5月 - 開校（現上野丘高校校舎を借用）
- 1948年（昭和23年）5月 - 大分県立第二高等女学校跡に移転
- 1950年（昭和25年）1月 - 校歌・校旗制定
- 1950年（昭和25年）9月 - 北校舎竣工
- 1951年（昭和26年）9月 - 本館竣工
- 1951年（昭和26年）11月 - 南校舎第1期竣工
- 1961年（昭和36年）1月 - 南校舎第2期竣工
- 1961年（昭和36年）8月 - 南校舎第3期竣工
- 1974年（昭和49年）3月 - 中校舎特別教室棟竣工
- 1990年（平成2年）2月 - 現体育館・プール竣工
- 2007年（平成19年） - 老朽化に伴い校舎を全面改築

## 通学区域
- 金池小学校通学区

金池町一丁目～五丁目、要町、金池南一丁目・二丁目、上野町、上野丘一丁目・二丁目、上野丘東、上野丘西の一部、元町、府内町一丁目、大手町一丁目、桜ケ丘、顕徳町一丁目～三丁目（三丁目3番を除く）、六坊北町、六坊南町、三芳の一部、永興の一部、古国府の一部、大分の一部、上野の一部
- 長浜小学校通学区

長浜町一丁目～三丁目、錦町一丁目～三丁目、舞鶴町一丁目～三丁目、大手町二丁目・三丁目、顕徳町三丁目3番、大分の一部

## 交通
- 鉄道：JR九州日豊・久大・豊肥本線大分駅から徒歩約10分
- バス：大分バス上野ヶ丘中学校前停留所下車

## 著名な出身者
- 赤瀬川原平 - 前衛美術家、芥川賞作家
- 礒崎陽輔 - 参議院議員[1]
- 岡崎郁 - 元プロ野球内野手
- 川口容資 - プロ野球投手
- 梶原昂希 - プロ野球外野手 (横浜DeNAベイスターズ所属)
- 加藤陽一 - バレーボール選手
- 雪野恭弘 - 画家
- ぱーてぃーちゃん 信子 - お笑い芸人
- 菅久修一　-　日本の公取官僚。消費者庁審議官、公正取引委員会経済取引局長等を経て、公正取引委員会事務総長。退官後、ベーカー&マッケンジー法律事務所シニア・コンサルタント。